# Occupazione giapponese di Hong Kong
L'Occupazione giapponese di Hong Kong (in giapponese: 香港日據時期) iniziò quando il governatore di Hong Kong, Mark Aitchison Young, cedette la colonia della Corona britannica di Hong Kong all'Impero giapponese il 25 dicembre 1941. La resa avvenne dopo diciotto giorni di combattimento con le forze giapponesi che avevano invaso il territorio. L'occupazione è durata tre anni e otto mesi, fino alla resa dell'Impero alla fine della seconda guerra mondiale. La lunghezza di questo periodo (in giapponese: 三年零八個月) divenne in seguito metonimo dell'occupazione.

## Antefatti

### Invasione giapponese della Cina
Durante l'invasione della Cina da parte dell'esercito dell'Impero giapponese nel 1937, Hong Kong non fu attaccata perché parte dell'Impero britannico; la città fu comunque influenzata dalla guerra a causa della sua vicinanza con la Cina. Nei primi giorni di marzo 1939, durante il bombardamento giapponese su Shenzhen, alcune bombe caddero accidentalmente sul territorio hongkonghese, distruggendo un ponte e una stazione ferroviaria.

### Seconda guerra mondiale
Il 25 novembre 1936 la Germania nazista e l'Impero giapponese firmarono il Patto anticomintern. Nel 1937 anche l'Italia fascista si unì, formando il nucleo di quelle che saranno le potenze dell'Asse.
Nell'autunno del 1941 la Germania nazista aveva quasi raggiunto il culmine della sua potenza militare. Dopo l'invasione della Polonia e la caduta della Francia, le forze tedesche avevano invaso gran parte dell'Europa occidentale, e si stavano dirigendo verso la capitale russa, Mosca. Gli Stati Uniti erano neutrali, e l'unica opposizione alla Germania nazista era data dall'Impero britannico, dal Commonwealth e dall'Unione Sovietica.
Gli Stati Uniti fornirono un piccolo sostegno alla Cina contro l'invasione giapponese, imponendo un embargo sulla vendita del petrolio al Giappone dopo che altre forme di sanzioni economiche non sono riuscite a fermare le forze giapponesi. Il 7 dicembre 1941 il Giappone entrò nella Seconda guerra mondiale con l'occupazione della Malesia e con altri attacchi, come quello alla base navale statunitense di Pearl Harbor, quello alle Filippine statunitensi e l'invasione della Thailandia.

### Battaglia di Hong Kong
Come parte della campagna del Pacifico, l'Impero giapponese invase Hong Kong la mattina dell'8 dicembre 1941. Le forze britanniche, canadesi e indiane, supportate dalle forze di difesa volontaria di Hong Kong, tentarono di resistere alle forze giapponesi, ma furono rapidamente neutralizzate. Dopo aver superato i Nuovi Territori e Kowloon, le forze imperiali giapponesi attraversarono il Victoria Harbour il 18 dicembre. Dopo alcuni combattimenti sull'isola di Hong Kong, l'Impero riuscì a prendere l'unico bacino idrico. I granatieri canadesi combatterono al Wong Nai Chung Gap, assicurando il passaggio tra Victoria City e le zone meridionali dell'isola. Sconfitti, i funzionari coloniali britannici, guidati dal governatore di Hong Kong Mark Aitchison Young, si arresero il 25 dicembre. Per la popolazione locale, quel giorno è noto come "Natale nero".
La capitolazione di Hong Kong è stata firmata il 26 dicembre al The Peninsula Hotel. Il 20 febbraio 1942 il generale Rensuke Isogai divenne il primo governatore imperiale giapponese di Hong Kong. Poco prima che gli inglesi si arrendessero, alcuni soldati giapponesi ubriachi entrarono al St. Stephen's College, ai tempi utilizzato come ospedale; irruppero nei reparti e attaccarono i soldati feriti e il personale medico, incapace di nascondersi o rispondere al fuoco. Questo evento è noto come incidente del St. Stephen's College, ed ha inaugurato i quasi quattro anni di amministrazione imperiale giapponese.

## Politiche
Durante l'occupazione giapponese, il sistema di governo di Hong Kong fu la legge marziale: condotti dal generale Rensuke Isogai, i giapponesi fecero del The Peninsula Hong Kong il loro quartier generale e centro amministrativo. Il governo militare ha emanato delle norme restrittive ed esercitato il proprio potere su tutti i cittadini.
L'allora ex-governatore della colonia britannica Mark Young e più di 7 000 soldati e civili furono detenuti in campi di prigionia o internati. Carestie e malnutrizione erano pervasive: nel 1945 si verificarono gravi casi di malnutrizione nel campo di internamento dello Stanley. Inoltre, le forze giapponesi bloccarono il porto di Victoria (Victoria Harbour) e tennero sotto controllo i magazzini.

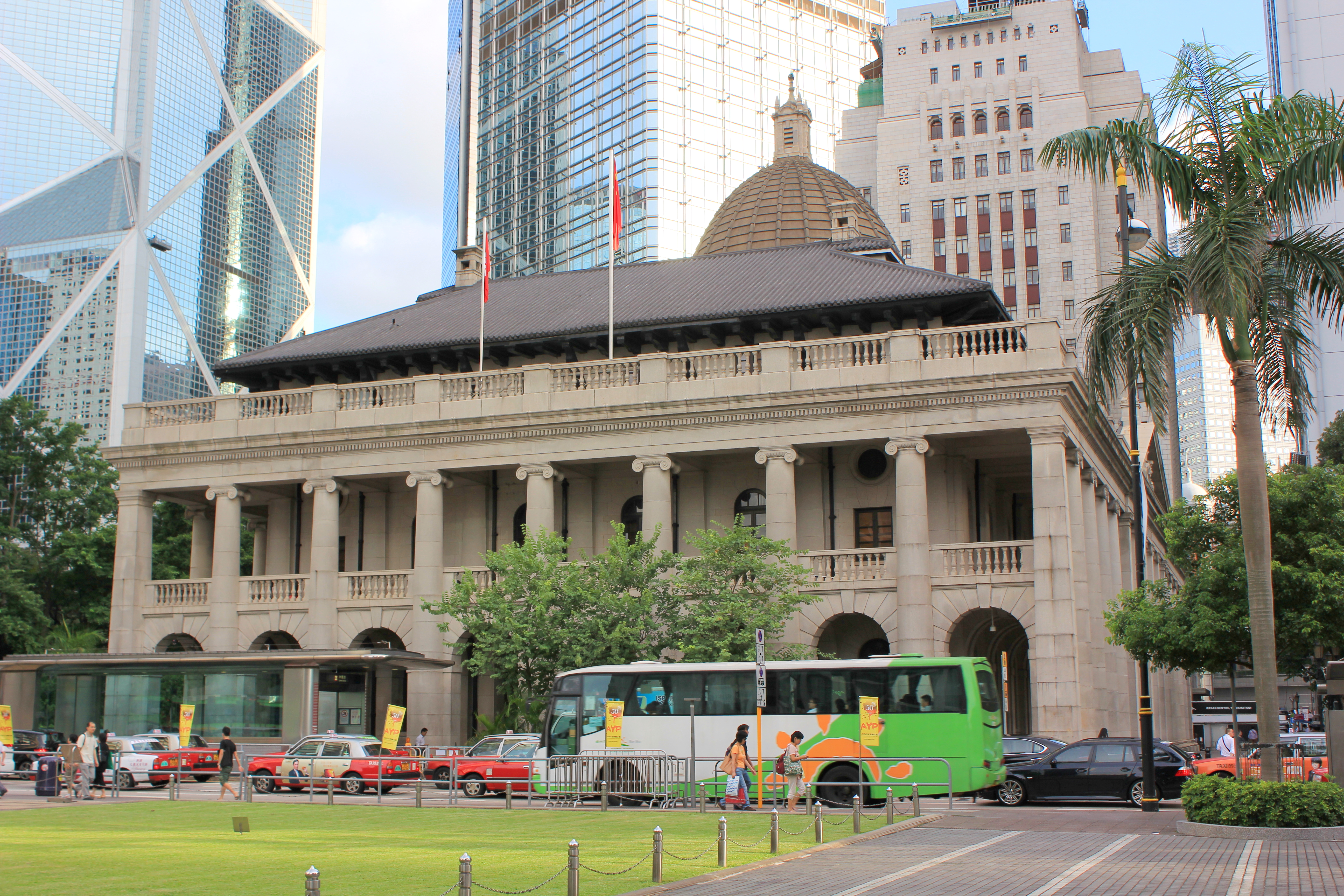
Il palazzo sede della Corte Suprema, utilizzato dalle forze giapponesi come quartier generale del corpo di polizia

All'inizio del 1942 degli ex-membri della polizia di Hong Kong furono reclutati per prendere parte al corpo del Kempeitai. Il corpo era solito eseguire le esecuzioni al King's Park di Kowloon, usando i cittadini cinesi per esercitarsi con la baionetta decapitandoli e sparandogli. La gendarmeria giapponese prese il controllo di tutte le stazioni di polizia, dividendo lo stato in cinque distretti: East Hong Kong, West Hong Kong, Kowloon, New Territories e Water Police. Il quartier generale era il palazzo sede della Corte Suprema.

## Economia
Tutte le attività commerciali ed economiche furono regolate dalle autorità nipponiche, che presero il controllo della maggior parte delle fabbriche. Avendo privato i venditori e le banche dei loro beni, le forze occupanti resero illegale il dollaro di Hong Kong e lo sostituirono con lo Yen militare giapponese, che divenne valuta ufficiale. Il tasso di cambio fu fissato nel gennaio 1942, ed era pari a due dollari di Hong Kong per uno Yen. Pochi mesi dopo, a luglio, lo Yen fu rivalutato a quattro dollari. Mentre i residenti vennero impoveriti dal tasso di cambio ingiusto e forzato, il governo imperiale giapponese vendette il dollaro di Hong Kong per finanziare le spese militari. Nel giugno 1943 lo Yen militare giapponese divenne l'unica valuta a corso legale: i prezzi delle materie prime in vendita dovevano essere espressi in Yen. L'iperinflazione ha poi sconvolto l'economia, mettendo in difficoltà i residenti della colonia. L'enorme svalutazione dello Yen nel dopo-guerra lo rese quasi inutilizzabile.

I trasporti e il servizio pubblico inevitabilmente fallirono, sia per causa della scarsità di carburante che per il bombardamento aereo effettuato sulla città da parte degli statunitensi. Decine di migliaia di persone divennero senzatetto, e molte di loro vennero impiegate nella costruzione di navi. Nel campo agricolo le forze imperiali presero il controllo del circuito della città di Fanling e della pista d'atterraggio di Kam Tin per effettuare degli esperimenti sulla coltivazione del riso.

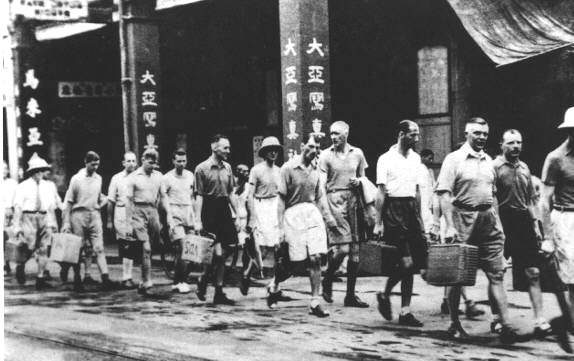
I soldati giapponesi arrestarono i banchieri, tenendoli imprigionati negli alberghi cinesi

Con l'intenzione di rafforzare la propria influenza sullo Stato, le forze imperiali giapponesi riaprirono due banche, la Yokohama Specie Bank e la Bank of Taiwan. Quest'ultime sostituirono la Hongkong and Shanghai Banking Corporation e altre due banche britanniche responsabili dell'emissione delle banconote; vennero poi liquidate varie banche Alleate. I banchieri britannici, statunitensi e olandesi furono costretti a vivere in un albergo, mentre altri, visti come nemici dell'Impero, vennero giustiziati. Nel maggio 1942, le società imperiali giapponesi furono incoraggiate a essere create. Un sindacato commerciale di Hong Kong composto da ditte imperiali fu istituito nell'ottobre 1942, con l'obiettivo di manipolare il commercio estero.